# 星際信使
《星際信使》（Sidereus Nuncius）本書是伽利略·伽利萊於1610年3月13日出版關於自己早期的天文發現。內容主要是基於伽利略在1609年通過使用望遠鏡觀測月球，木星的衛星及銀河等觀測結果後發表的一本科學著作。

## 背景
1608年，荷蘭眼鏡鏡片製造商漢斯·利伯希無意中發現將凸透鏡和凹透鏡組合起來後可以使到遠處的物體放大，伽利略偶然聽說了這個叫做望遠鏡的新發明後，馬上聯想到可以利用這種新式的光學儀器觀測夜空，於是開始著手研製放大倍數達到二十倍，被稱為伽利略式的折射望遠鏡。
1609年，伽利略使用新製的望遠鏡開始進行觀測並開創了天文觀測的新一頁。

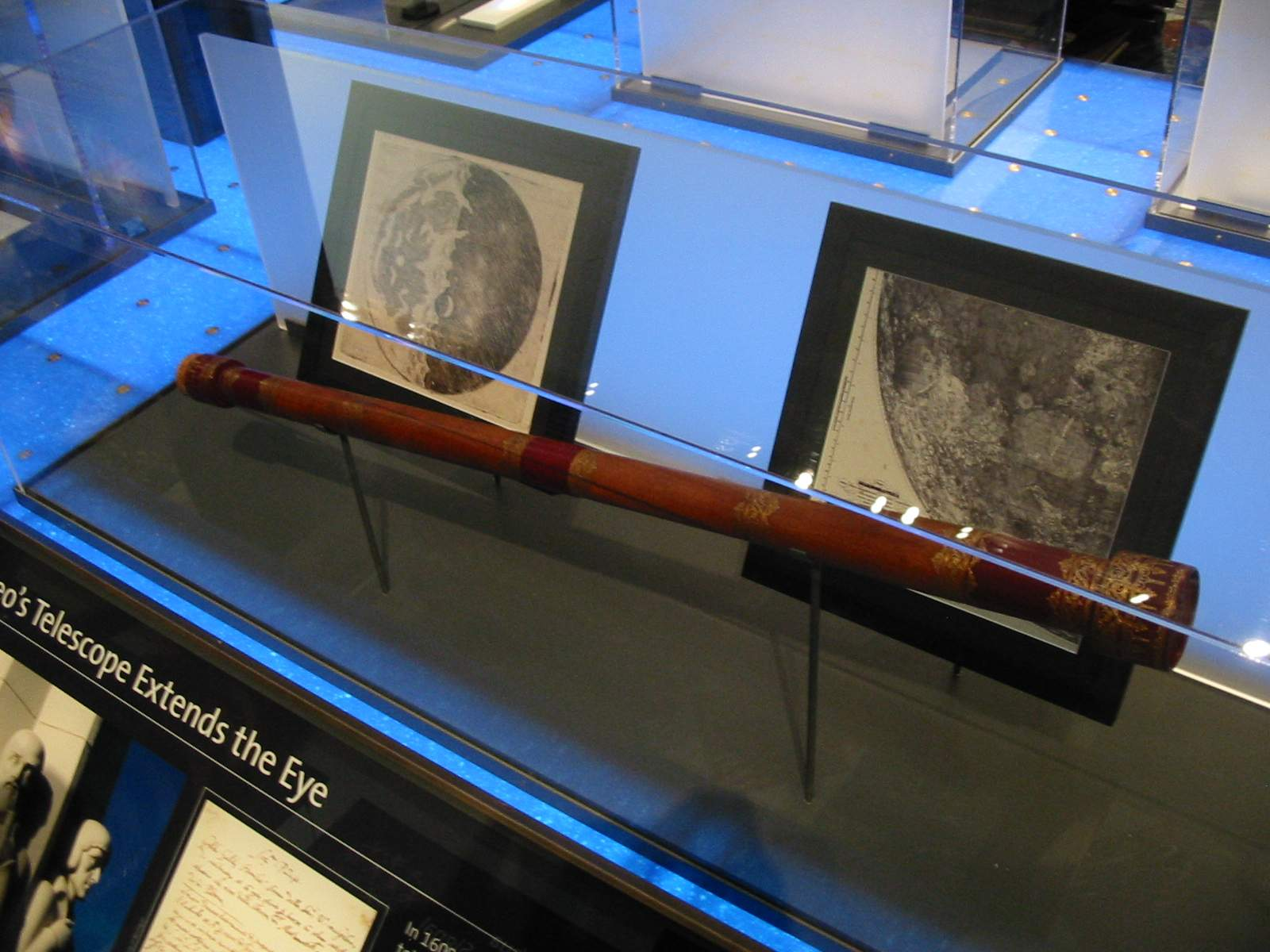
伽利略望遠鏡

## 內容

### 月球
伽利略在觀察月球時，看到分隔開月球上從日到夜的界線（月球表面上的明暗界線） 當越過較暗的區域時表面顯得十分光滑，但橫渡明亮的區域時界線顯得十分不規則。由此他推斷較暗的是平坦的區域、低窪地區和比較明亮的是粗糙的區域和山脈。
他根據估計太陽光線從山頂照射到明暗界線的距離，推測月球的山脈至少有四英里高，他的判斷相當準確。伽利略描繪月球表面的版畫提供一種新式的視覺影像，而且塑造了月面學，是研究月球上物理特徵的領域。

### 恒星
伽利略彙報他透過望遠鏡看到比肉眼至少多十倍的恒星，及發表他觀察獵戶座腰帶和昴宿星團時發現有一些新近觀察到的恒星。過去用肉眼觀察金牛座只可以看到有六顆星; 然而通過他的望遠鏡，伽利略能看見金牛座有三十五顆星，幾乎是過去的六倍。當他用望遠鏡觀測獵戶座時，他還能看到八十顆的恒星，而不是先前所觀察到的九顆，觀察到恒星的數量幾乎是九倍多。
伽利略在《星際信使》一書中修訂和再發表這兩個星群，分別描述沒有使用望遠鏡和使用望遠鏡觀察到恒星數量的區別。此外，當他觀察到一些托勒密星表中的"朦朧的恒星"，他更確切地說看到的不只是雲，而是由許多小星星組成，由此他推斷星雲和銀河是“無數的星群聚集在一起的恒星集團”。

### 美第奇星（木星的衛星）
伽利略在《星際信使》的最後一部分報告他發現的四個天體，靠近木星形成一條直線的星體。第一天晚上，他檢測到線中的三個小星體靠近于木星平行的黃道面; 接著的晚上另一顆星進入視野帶來了不同的排列，總計四顆星環繞木星運行。整個原文從頭到尾，伽利略提出說明了木星的相對位置和其從1610年1月下旬到3月初每晚出現的明顯伴星。伴星夜複一夜改變了位置，還總是出現在同一條直線靠近木星，伽利略確信他們都圍繞木星的軌道運行。
在1月11日經過四夜的觀察後，他寫道︰
“我因此得出結論，並毫不猶豫地決定，有三顆星體在天上在木星周圍移動，像金星和水星環繞太陽; 終於建立像天光一樣清晰的眾多後續觀察。這些觀察確定不是只有三個星體，而是四個軌道無定的星體環繞著木星的公轉...公轉是如此之迅速，觀察員可能每小時所得到的星體位置也不同” 。
在他的素描中，伽利略用開放的圓圈來表示木星，星號表示四顆星星。他作這種區分顯示，實際上是這兩種類型的天體之間的差異。伽利略很重要的地注意到使用行星和恒星兩個可互換的專門名稱，"兩個詞在當時盛行的亞里斯多德術語內都是正確用法" 。
伽利略在《星際信使》出版時是帕多瓦大學的數學家，且剛得到了一份建造更強大望遠鏡的終身合約。
他渴望回到佛羅倫斯，並希望能夠在那裡獲得贊助，他將星際信使獻給他以前的學生，後來成為托斯卡納大公美第奇家族的科西莫二世'。此外，他命名發現的四顆衛星為木星的"美第奇星"，以紀念四位高貴的美第奇家族兄弟。
發現木星衛星幫助他得到比薩大學的首席數學家和哲學家的職位，但是命名為「美第奇星」的企圖失敗了，這四顆衛星現在被稱為"伽利略衛星"。

## 反應
人們對《星際信使》的反應從讚賞、敵意到懷疑都有，並迅速傳遍了義大利和英國。許多詩歌和文本應運而生，表達了對這門新天文學的熱愛。甚至有三件藝術作品回應了伽利略的著作：亞當·埃爾斯海默的《逃往埃及》（1610年；基斯·安德魯斯對此提出質疑）、齊戈里的《聖母升天》（1612年）以及安德烈·薩基的《神聖的智慧》（1631年）。此外，美第奇星的發現也吸引了其他天文學家，他們渴望親眼觀測這些衛星。他們的努力「為現代科學對獨立研究人員實驗可重複性的要求奠定了基礎。可驗證性與可證偽性…的爭論起源於《星際信使》的公開。」
許多個人和社群對美第奇星持懷疑態度，認為望遠鏡鏡頭有缺陷，產生了虛幻的光點和影像，完全否認了衛星的存在。最初只有少數人能夠看到並證實伽利略的觀測結果，這支持了這一種假設：當時的光學理論「無法清楚地證明該儀器沒有欺騙感官」。
透過伽利略以美第奇兄弟命名的四顆衛星，說服科西莫二世大公相信他的發現，為伽利略報告辯護成為佛羅倫斯的國家事務。莫蘭指出：「宮廷本身也積極參與驗證伽利略觀測結果，並從國庫中撥款資助伽利略製造望遠鏡，並通過大使將其送往歐洲各大宮廷。」喬瓦尼·安東尼奧·馬吉尼的秘書、波希米亞天文學家馬丁·霍爾基（Martin Horký）發表了一本煽動性的小冊子《星座》，內容描述伽利略的野心。然而，伽利略在義大利獲得人們支持後，霍爾基的著作最終遭到了強烈的批評。
第一位公開支持伽利略的天文學家是約翰尼斯·開普勒，他於1610年4月發表了一封公開信，熱情地支持木星衛星的可信度。由於缺乏足夠強大的望遠鏡，直到1610年8月，開普勒才得以發表他對伽利略發現木星衛星的獨立證實。
1610年秋季，木星再次適合觀測後，天文學家托馬斯·哈里奧特、約瑟夫·高緹耶·德·拉·瓦泰爾、尼古拉斯-克洛德·法布里·德·佩雷斯克和西門·馬里烏斯等人發表了他們對美第奇星的證實。西門·馬里烏斯是一位曾師從第谷·布拉赫的德國天文學家，他是第一個出版其觀測記錄書籍的人。馬里烏斯在《木星的四顆衛星》（出版於1614年）中攻擊伽利略，堅稱自己在伽利略之前就發現了木星的四顆衛星，並且自1609年以來一直在觀察它們。馬里烏斯認為因此他有權為它們命名，他也確實這樣做了：他以朱比特的情人伊俄、歐羅巴、蓋尼米德和卡利斯托來命名它們。但伽利略並不感到困惑；他指出，馬里烏斯身處教會之外，尚未接受格里高利曆，仍在使用儒略曆。因此，伽利略首次觀測到木星衛星的夜晚是公曆1610年1月7日，也就是儒略曆1609年12月28日（馬里烏斯聲稱自己是在1609年12月29日首次觀測到木星的衛星）。雖然伽利略確實比馬里烏斯還早發現了木星的四顆衛星，但現在伊俄（Io）、歐羅巴（Europa）、蓋尼米德（Ganymede）和卡利斯托（Callisto）才是伽利略四顆衛星的名字。

## 翻譯版本

### 英文
- Albert Van Helden (Professor Emeritus of History at Rice University[8]); translation with introduction, conclusion and notes. Galileo Galilei, Sidereus Nuncius, or The Sidereal Messenger. Chicago and London: The University of Chicago Press, 1989. xiii + 127 pp. ISBN 978-0226279039.
- Edward Stafford Carlos; translations with introduction and notes. The Sidereal messenger of Galileo Galilei, and a part of the preface to Kepler's Dioptrics. Waterloo Place, London: Oxford and Cambridge, January 1880. 148 pp. ISBN 9781151499646.
- William R. Shea and Tiziana Bascelli; translated from the Latin by William R. Shea, introduction and notes by William R. Shea and Tiziana Bascelli. Galileo’s Sidereus Nuncius or Sidereal Message. Sagamore Beach, MA: Science History Publications/USA, 2009. viii + 115 pp. ISBN 978-0-88135-375-4.
- Stillman Drake. Telescopes, Tides, and Tactics: A Galilean Dialogue about The Starry Messenger and Systems of the World, including translation of Galileo’s Sidereus Nuncius. London: University Of Chicago Press, 1983. 256 pp. ISBN 978-0226162317.
- Stillman Drake. Discoveries and Opinions of Galileo, includes translation of Galileo's Sidereus Nuncius. Doubleday: Anchor, 1957. 320 pp. ISBN 978-0385092395.

### 法文
- Isabelle Pantin. Sidereus Nuncius: Le Messager Celeste. Paris: Belles Lettres, 1992. ASIN B0028S7JLK.
- Fernand Hallyn. Le messager des étoiles. France: Points, 1992. ISBN 978-2757812259.

### 繁體中文
- 《星際信使》，伽利略著。范龢惇（Albert Van Helden）英譯、徐光台中譯，天下文化出版，2004年，ISBN 9864173219。

## 外部連結
- Sidereus Nuncius （页面存档备份，存于） 1610. From Rare Book Room（英语：Rare Book Room）. Photographed first edition.
- Sidereus Nuncius, in Latin in html format, or in Italian in pdf format or zipped html format. From LiberLiber.
- Linda Hall Library（英语：Linda Hall Library） has a scanned first edition （页面存档备份，存于）, as well as a scanned pirated edition （页面存档备份，存于） from Frankfurt, also from 1610.
- Sidereus nuncius (Adams.5.61.1) （页面存档备份，存于） Full digital edition in Cambridge Digital Library（英语：Cambridge Digital Library）.